# Mikrobi (televíziós sorozat)
A Mikrobi egy magyar televíziós rajzfilmsorozat, amelyet a Pannónia Filmstúdió készített. Az animációs játékfilmsorozat rendezője Mata János, producerei Gyöpös Sándor, Imre István és Komlós Klári. A forgatókönyvet Bálint Ágnes írta, a zenéjét Lovas Ferenc szerezte. Az animációs tévéfilmsorozat 1973 és 1975 között készült, és azután készült el, hogy a témában sikeres rádiójáték is készült. Magyarországon az MTV1, az MTV2, a Duna TV, a Minimax és a Duna World tűzte műsorra. A sorozat története a 21. században játszódik.

## A rádiójátékból született sorozat
1969. június 21-én készült a rádiójáték szórakoztatási és részben oktatási célokkal. A rendezést László Endre végezte, aki sikeres gyermekműsor-író (későbbi Szíriusz kapitány sorozat szerzője), a forgatókönyvet Botond-Bolics György író-mérnök készítette, aki tapasztalt ismeretterjesztő író volt. A rádiójáték sikeres volt és 52 rész készült el. Az utolsó rész sugárzása 1976. augusztus 6.-án volt. A hangokat Csákányi László, Petrik József, Örkényi Éva, Bitskey Tibor, Pathó István, Lóránd Hanna, Galamb György, Lengyel Erzsi, Szuhay Balázs, Bodor Tibor, Kovács P. József adták (részenként eltért a stáb).
Kovács Béla az akkori Televízió Ifjúsági és Gyermekosztályának főszerkesztője gyermeke ösztönzésére elhatározta, hogy elkészíti a rádiójáték animációs változatát. Elsőnek a Magyar Televízió egy gyerekrajz-pályázatot hirdetett arról, hogy szerintük hogyan néz ki Mikrobi, de a kivitelezés ez után szünetelt. Később felkérték Bálint Ágnest, hogy Botond-Bolics György történeteiből írja meg a rajzfilm forgatókönyvét. Így készült el gyártásra készen 13 rész szöveg anyaga. Bálint Ágnes rendezőnek Mata Jánost választotta, a zeneszerző pedig Lovas Ferenc lett, akik már számos mese animációt készítettek (pl.: Kukori és Kotkodát). A sorozatban szereplő kisgyermek Peppe megformálásban sokat számított, hogy Bálint Ágnes nagymamaként unokájával éppen ekkor ért abba az életszakaszba.
A készítők némileg átformálták a rádiójátékbeli Mikrobit. A sorozatban a rakétát számítógép rajzolta (a Központi Fizikai Kutatóintézet számítástechnikai fejlesztő részlege jóvoltából), ami újdonság volt akkoriban Európában (a lángok kézzel készültek). A hátteret Policsányi István az Iparművészeti Főiskola tanársegédje készítette, amit aztán Somfai István fotóművész lefényképezett. Eredetileg úgy tervezték, hogy amerikai mintára a különböző díszletelemek és Mikrobi figurájának másolatát értékesíteni fogják kereskedelmi forgalomban, de nem volt a célra megfelelő gyártócég még akkoriban. A kivitelezésbe sokszor besegítettek fizikusok és futurulógusok. A hangokat adó színészek csak részben voltak azonosak a rádiójátékkal. A hangtechnikáért Pongrácz Zoltán és Bársony Péter felelt.

## Ismertető
Mikrobi egy modern háztartási robot, mos, főz és takarít. Szinte már családtagnak számít, gyakran kirándul a gyerekekkel a világűrben. Különböző bolygókra jut el velük, ahol mindig valamilyen kalandba keverednek, de végül minden jóra fordul.

## Szereplők
| Szereplő               | Magyar hang                                                                     | Leírás |
| ---------------------- | ------------------------------------------------------------------------------- | --- |
| Mikrobi                | Csákányi László                                                                 | Modern háztartási robot, aki nagy felelősséget vállal a háznál. Gyakran visszatérő tulajdonsága, hogy ki nem állhat mosogatni. |
| Peppe                  | Kökényessy Ági (7 alkalommal) Dávid Ágnes (3 alkalommal)                        | A legkisebb gyerek, aki gyakran játszik Mikrobival.                                                                            |
| Plumpi                 | Mányai Zsuzsa                                                                   | A kövér fiú, Pilléék barátja, aki szeret az űrben utazni.                                                                      |
| Pille                  | Muszte Anna (1-6.) Borbás Gabi (7-13.)                                          | Peppe nővére, aki testvéreihez hasonlóan szeret az űrben utazni.                                                               |
| Péter                  | Szabados Zsuzsa (4 alkalommal) Békés Rita (6. részben) Békés Itala (8. részben) | Peppe bátyja, szintén szereti az űrutazást.                                                                                    |
| Anya / Irina asszony   | Lóránd Hanna                                                                    | Az édesanya, aki reggelente vizafonon keresztül beszél Mikrobival.                                                             |
| Apa                    | Ruttkai Ottó                                                                    | Az édesapa, csak egy részben látható.                                                                                          |
| Nagyi                  | Szögi Arany                                                                     | A nagymama, otthon pihen és házi munkát végez, amíg Mikrobi a gyerekekkel utazik.                                              |
| Fordító gép            | Áts Gyula                                                                       | Mikrobi tolmács egysége, amivel lefordítja elsőnek a gömbagyak főgömbnökét.                                                    |
| Pompon                 | Békés Itala                                                                     | Pilléék fehér sapkás barátja, aki szeret utazni a gömbagyak bolygóján.                                                         |
| Kristály elnök         | Kaló Flórián                                                                    | A kristály birodalom elnöke.                                                                                                   |
| Tripedita edző         | Bárány Frigyes                                                                  | A három lábú ormányos űrlények.                                                                                                |
| Tripediták             | Rátonyi Róbert Varanyi Lajos                                                    | A három lábú ormányos űrlények.                                                                                                |
| Tripeditalányok        | Faragó Sári Gombos Katalin                                                      | A három lábú ormányos űrlények.                                                                                                |
| Rendfenntartók         | Horváth Pál Képessy József Szoó György                                          | A robot járókelők és az autók rend őrei.                                                                                       |
| Kaktuszok              | Képessy József Rátonyi Róbert Tyll Attila                                       | |
| Oktató Automatika HF43 | Balázs Péter                                                                    | A tanár hangja a vizafonon keresztül.                                                                                          |
| Mesélő                 | Zsolnay Margit                                                                  | Mesemondó a vizafonon keresztül.                                                                                               |
| Csigák                 | Havas Gertrúd Szuhay Balázs Verebély Iván                                       | A Csigabirodalom lakói. |
| Aloatt                 | Versényi László                                                                 | |

További hangok: Bajka Pál, Márkus Ferenc (Kapitány), Maros Gábor, Miklósy György, Perlaki István

## Alkotók
- Rendezte: Mata János
- Írta: Dr. Botond-Bolics György
- Dramaturg: Bálint Ágnes
- Zenéjét szerezte: Lovas Ferenc, Pongrácz Zoltán
- Operatőr: Bacsó Zoltán (3. részben), Csepela Attila, Klausz András
- Cameramanok: Janotyik Frigyes, Klausz András
- Hangmérnök-elektronika: Bársony Péter
- Vágó: Hap Magda
- Tervezte: Kaszner Margit (13. részben), Mata János (2. részben)
- Háttér: Policsányi István, Somfai István
- Mozdulattervezők és kivitelező-rendezők: Dékány Ferenc, Mata János (2. részben), Szemenyei Mária (4. részben), Szombati Szabó Csaba
- Rajzolták: Ádám László, Danyi Gáborné, Dékány Ferenc, Foky Emmi, Nyírő Erzsébet, Fellner István, Gili Etelka, Hangya János, Hernádi Edit, ifj. Horváth Sándor, ifj. Nagy Pál, Lőcsei Betty, Makray János, Nagy Enikő, Nagy István, Palkó Pál, Radvány Zsuzsa, Szemenyei András, Velich Istvánné
- Munkatársak: Bende Zsófi, Gyöpös Katalin, Körmöci Judit, Losonczy Árpád, Velebil Zsuzsa, Zsebényi Béla
- Számítógépprogram: Kassai Árpád
- Színes technika: Kun Irén
- Felvételvezető: Bende Zsófi, Doroghy Judit
- Gyártásvezető: Doroghy Judit, Magyar Gergely Levente, Novák Irén
- Produkciós vezető: Gyöpös Sándor, Imre István, Komlós Klári

Készítette a Magyar Televízió megbízásából a Pannónia Filmstúdió

## Epizódok
| Évad | Évad | Részek száma | Részek száma | Eredeti sugárzás  | Eredeti sugárzás  | Magyar adó       |
| Évad | Évad | Részek száma | Részek száma | Évadbemutató      | Évadzáró          | Magyar adó       |
| ---- | ---- | ------------ | ------------ | ----------------- | ----------------- | ---------------- |
|      | 1.   | 8            | 8            | 1976. január 4.   | 1976. február 22. | Magyar Televízió |
|      | 2.   | 5            | 5            | 1976. február 29. | 1976. március 28. | Magyar Televízió |

### 1. évad (1976)
| Sor. | Év. | Cím                         | Rendező    | Író                  | Premier           |
| ---- | --- | --------------------------- | ---------- | -------------------- | ----------------- |
| 1.   | 1.  | Start bonyodalmakkal        | Mata János | Botond-Bolics György | 1976. január 4.   |
| 2.   | 2.  | A gömbagyak bolygója        | Mata János | Botond-Bolics György | 1976. január 11.  |
| 3.   | 3.  | Delfinidák                  | Mata János | Botond-Bolics György | 1976. január 18.  |
| 4.   | 4.  | Jó egy kis diviton a háznál | Mata János | Botond-Bolics György | 1976. január 25.  |
| 5.   | 5.  | Kristály-nagyapó            | Mata János | Botond-Bolics György | 1976. február 1.  |
| 6.   | 6.  | Zenélő kaktuszok            | Mata János | Botond-Bolics György | 1976. február 8.  |
| 7.   | 7.  | Tripediták bolygója         | Mata János | Botond-Bolics György | 1976. február 15. |
| 8.   | 8.  | Trombita                    | Mata János | Botond-Bolics György | 1976. február 22. |

### 2. évad (1976)
| Sor. | Év. | Cím              | Rendező    | Író                  | Premier           |
| ---- | --- | ---------------- | ---------- | -------------------- | ----------------- |
| 9.   | 1.  | Csigabirodalom   | Mata János | Botond-Bolics György | 1976. február 29. |
| 10.  | 2.  | Hóembert építünk | Mata János | Botond-Bolics György | 1976. március 7.  |
| 11.  | 3.  | Űrkalózok        | Mata János | Botond-Bolics György | 1976. március 14. |
| 12.  | 4.  | Jelmezbál        | Mata János | Botond-Bolics György | 1976. március 21. |
| 13.  | 5.  | Programozgatunk  | Mata János | Botond-Bolics György | 1976. március 28. |